# Rafael Caro Quintero

Rafael Caro Quintero - El más buscado del FBI Póster

Rafael Caro Quintero- FBI más buscado Póster

Rafael Caro Quintero - El más buscado del FBI

Rafael Caro Quintero - El más buscado del FBI Póster

Rafael Caro Quintero (Badiraguato, Sinaloa, 24 de octubre de 1952) es un exnarcotraficante mexicano. Fundador del Cártel de Guadalajara junto con Miguel Ángel Félix Gallardo y Ernesto Fonseca Carrillo. Es considerado uno de los narcotraficantes más famosos de México, motivo por el que fue apodado como «El Narco de Narcos» durante la década de 1980. En 2013 un tribunal ordenó su liberación; sin embargo, el 15 de julio de 2022 fue detenido nuevamente en Sinaloa.
En 1985 fue arrestado en Costa Rica, acusado del asesinato del Agente de la DEA Enrique Camarena Salazar y de su piloto Alfredo Avelar. Después de pasar 28 años de prisión por varias condenas, fue liberado el 9 de agosto del 2013 por resolución del primer tribunal colegiado en materia penal del tercer circuito en Jalisco, bajo el argumento de que "no debió ser enjuiciado en el fuero federal por el asesinato del agente de la DEA". El 16 de enero de 2015 nuevamente fue declarado culpable del homicidio de Enrique Camarena por un tribunal federal y se emitió una nueva orden de aprehensión en su contra.
El gobierno de Estados Unidos lo incluyó en la lista de los diez fugitivos más buscados del FBI, y además ofrecía una recompensa de veinte millones de dólares por su captura. Dicha recompensa es la cifra más alta en la historia ofrecida para la detención de un narcotraficante.
El 15 de julio de 2022 fue detenido en la comunidad de San Simón, en el municipio de Choix, Sinaloa, entre los límites con Chihuahua y Sonora, como parte de un operativo de la Marina y la Fiscalía General de la República (FGR).
El 27 de febrero de 2025 fue extraditado a Estados Unidos, por el asesinato del Agente de la DEA, Enrique "Kiki" Camarena.

## Biografía
Nació el 24 de octubre de 1952 en la comunidad de La Noria, en el municipio de Badiraguato, Sinaloa, proveniente de una familia ganadera con sus otros diez hermanos, de los que era el varón de mayor edad, sus padres eran Emilio Caro Payán y Hermelinda Quintero, su padre se dedicaba al cultivo y la cría de animales en unas tierras que le fueron regaladas.
Solo estudió hasta el sexto año de primaria, para posteriormente dedicarse al cultivo de maíz, frijol y trigo. A los 13 años su padre falleció y él se hizo cargo de cuidar de su familia. A los 16 años salió de su ciudad natal hacia Caborca, Sonora, donde trabajó como ganadero, según él afirma. A los 18 años empezó a trabajar como chofer de camiones, igualmente conoció a Pedro Avilés Pérez, un narcotraficante mexicano que lo introdujo en el cultivo de marihuana.
Desde la década de 1970 empezó a trabajar dentro del crimen organizado junto con Miguel Ángel Félix Gallardo y Ernesto Fonseca Carrillo.

## Trayectoria criminal

### Cártel de Guadalajara
Durante la década de 1980 fundó el cártel de Guadalajara junto con Miguel Ángel Félix Gallardo y Ernesto Fonseca Carrillo, el cual fue uno de los primeros cárteles de droga en México que colaboró con los cárteles colombianos, gracias a un acuerdo con Juan Matta-Ballesteros. Durante esta época fue considerado igualmente uno de los cárteles de droga más poderosos de México.
En 1984 el presidente Miguel de la Madrid inició una política contra el narcotráfico en México con el apoyo de la Agencia Antidrogas de Estados Unidos. La primera acción de este plan conjunto fue el ataque al rancho de "El Búfalo" en noviembre de 1984, el cual era propiedad de Quintero y estaba ubicado en el estado de Chihuahua entre los municipios de Jiménez y Camargo. El asalto fue realizado por 450 soldados del ejército mexicano apoyados por helicópteros, en él fueron destruidas ocho mil toneladas de marihuana, en ese momento esta fue considerada la mayor destrucción de marihuana en la historia de México. Dentro del rancho, de mil hectáreas de extensión y de alta tecnología agrícola, trabajaban un aproximado de 10 mil jornaleros en condiciones cercanas a la esclavitud, y ocho agentes de la Dirección Federal de Seguridad administraban el trabajo.
El ataque al rancho "El Búfalo" hizo que el cártel de Guadalajara descubriera la presencia de infiltrados de la DEA entre sus miembros, ocasionando que estos buscaran al infiltrado responsable del ataque al rancho. En febrero de 1985 Félix Gallardo, cofundador del cártel, ordenó el secuestro del agente de la DEA Enrique Camarena Salazar. Camarena fue secuestrado por policías de la ciudad de Guadalajara el 7 de febrero al mediodía mientras salía del consulado estadounidense en Guadalajara, dos horas después también fue secuestrado el piloto mexicano Alfredo Zavala Avelar, también infiltrado en el cartel, en la carretera Guadalajara-Chapala. Los dos fueron llevados a una finca propiedad de Rubén Zuno, donde fueron torturados y asesinados. Los cuerpos de ambos fueron encontrados el 5 de marzo del mismo año en el rancho El Mareño, dentro del poblado de La Angostura, Michoacán, gracias a una llamada anónima a la Procuraduría General de la República proveniente de la ciudad de Los Ángeles; estaban atados de pies y manos y guardados dentro de bolsas de plástico. La muerte de ambos causó un conflicto entre Caro Quintero y Ernesto Fonseca Carrillo, quien creía que su fallecimiento podría traerles consecuencias negativas.
La muerte de Camarena y Avelar causó una crisis diplomática entre México y Estados Unidos, razón por la cual la DEA posteriormente encabezó la Operación leyenda, cuyo objetivo era capturar a los responsables de sus muertes. Quintero decidió huir hacia Costa Rica, según documentos de la época él partió del Aeropuerto Internacional de Guadalajara el 17 de marzo de 1985, 40 días después de la muerte de Camarena. En ese momento el gobierno mexicano da la alerta sobre el posible secuestro de Sara Cristina Cosio Vidaurri Martínez, hija del exsecretario de Educación del Estado de Jalisco César Cosío Vidaurri, y sobrina del futuro exgobernador del mismo estado, Guillermo Cosío Vidaurri.

#### Arresto
Quintero fue detenido en la Quinta La California, dentro de la comunidad de San Rafael de Ojo de Agua en Alajuela, Costa Rica el 4 de abril de 1985. Junto a él fueron capturados, José Albino Bazán, Juan Carlos Campero Villanueva, Luis Beltrán, Miguel Lugo y Violeta Estrada Yaver. Con ellos estaba Sara Cosío, quien se encontraba acostada semidesnuda en una cama y con señales de un posible embarazo junto con Caro Quintero, en un inicio ella fue considerada como secuestrada, más posteriormente ella declaró ser pareja de Caro Quintero. Su captura fue posible por la intervención de los teléfonos de la familia de Cosío, a la cual ella llamó el 2 de abril de ese año, declarando: "Yo no estoy secuestrada… yo estoy enamorada de Caro Quintero", con lo cual la DEA pudo dar con el paradero de Quintero.
Quintero fue extraditado a México inmediatamente por intervención del entonces presidente de Costa Rica Luis Alberto Monge Álvarez. Con él se encontraron varias armas, las cuales fueron decomisadas y entregadas al gobierno de Estados Unidos, entre ellas estaban una Colt superautomática calibre 38 con incrustaciones de diamantes, un fusil Cal calibre de 5.56 milímetros, y una pistola Colt, calibre 45, las cuales sirvieron como pruebas en su contra.
Al momento de su arresto tenía 32 años de edad y una fortuna personal de 100 mil millones pesos, también poseía 38 casas repartidas entre los estados de Jalisco, Zacatecas, Sinaloa y Sonora. Tanto él como su familia eran dueños o socios de boutiques, discotecas, agencias de automóviles, hoteles, e incluso varias compañías extranjeras. Igualmente había realizado varias obras sociales en Badiraguato, su lugar de nacimiento, con un valor de aproximadamente 500 millones de pesos.

#### Sentencia y prisión
El 12 de diciembre de 1989 Caro Quintero fue sentenciado por los delitos de privación ilegal de la libertad en su modalidad de secuestro, homicidio calificado, siembra, cultivo, cosecha, transporte y tráfico de marihuana, suministro de cocaína y asociación delictuosa. Se le asignó una condena acumulada de 199 años, mas sólo se le dieron 40 años de prisión, por ser ese el máximo permitido por las leyes mexicanas de la época. La mayor parte de su estadía en prisión fue descrito como "un hombre sereno que hablaba poco".
Los primeros años de su sentencia los cumplió en el Centro Federal de Readaptación Social del Altiplano, en el Estado de México. En el 2007 fue trasladado al penal de máxima seguridad de Puente Grande, lugar donde estuvo hasta el 2010, cuando fue trasladado al Reclusorio Preventivo de Guadalajara debido a que un juez federal le concedió un amparo, pues el gobierno federal no pudo demostrar que era un criminal de alta peligrosidad.

#### Libertad
El 9 de agosto de 2013 el primer tribunal colegiado en materia penal del tercer circuito en Jalisco le concedió un amparo por considerar que el caso de la muerte de Enrique Camarena Salazar debió de ser juzgado en el orden local y no en el orden federal, como ocurrió, esto debido a que Camarena no era un agente diplomático ni consular, por lo que su juicio lo debió haber realizado un juzgado de orden local. Aún existe la posibilidad de que sea extraditado a Estados Unidos para enfrentar un juicio por el crimen contra Camarena.Rafael ya fue extraditado a EEUU día 27 de febrero de 2025 
El vocero del Departamento de Justicia, Peter Carr afirmó: "La DEA continuará vigorosamente sus esfuerzos para garantizar que Caro Quintero enfrente cargos en Estados Unidos por los crímenes que cometió". Mientras que en un comunicado la DEA se declaró "profundamente preocupada" por la liberación de Quintero.

#### Entrevista
Caro Quintero ofreció en 2016, una entrevista a la revista Proceso, abarcando diferentes temas, en especial desde sus inicios en el narcotráfico.

### Cártel de Caborca
Fuentes mencionan hacia mediados del 2019 al Cártel de Caborca, como una organización criminal comandada por Caro Quintero, quien habría sido fundador del extinto Cártel de Guadalajara y que habría concentrando sus operaciones de trasiego de droga en el municipio fronterizo de Caborca. El grupo tiene una sangrienta disputa con la célula delictiva de Los Salazar, identificada como brazo armado del Cártel de Sinaloa. El grupo se alió con el Cártel de Juárez esto para disputar las zonas de Sonora y Chihuahua, habiendo reagrupado sus fuerzas y decidiendo disputar el territorio de su antiguo socio Joaquín Guzmán Loera.

#### Recaptura y extradición
El 15 de julio de 2022 fue recapturado por elementos de la Secretaría de Marina (Semar) en el municipio de Choix, Sinaloa. La Fiscalía General de la República (FGR) informó que fue ingresado al Centro Federal de Readaptación Social n.° 1 (Altiplano), en Almoloya de Juárez, Estado de México.
El 27 de febrero de 2025 fue extraditado por autoridades mexicanas junto con 28 narcos más a Estados Unidos, en medio de una reunión del Gabinete de Seguridad de la presidenta de México, Claudia Sheinbaum, con el Secretario de Estado de Estados Unidos Marco Rubio.

## Recompensa
El gobierno estadounidense ofrecía por él una recompensa de 20 millones de dólares acusado del asesinato de un agente de la DEA en 1985. Siendo la recompensa más alta de la historia solo detrás de la recompensa de 25 millones de dólares ofrecidos por la entrega de Osama bin Laden, Aymán az Zawahirí, Nicolás Maduro y Diosdado Cabello.

## Cultura popular
La vida de Rafael Caro Quintero ha influenciado a varias agrupaciones musicales, siendo que en su honor se le han compuesto gran cantidad de narcocorridos, entre los que están Rafael Caro Quintero, de Los Invasores de Nuevo León, "Rafa Caro" de Tercer elemento y Leyenda Caro Quintero y Mas Caro, Que Ayer, de Gerardo Ortiz.
Durante la crisis económica que sufrió México durante la década de 1980, surgió una historia sobre él, en la cual se afirmaba que Caro Quintero durante su estadía en prisión había declarado: "Si me liberan... si me dejan libre… yo pago la deuda externa". En ese momento la deuda externa de México era de 80.099 millones de dólares. Quintero confesó que ese rumor fue originado por un agente del ministerio al comentarle que tenía dinero suficiente para pagar la deuda externa, más nunca la intención o el ofrecimiento de pagar la deuda. Durante mucho tiempo, el rumor fue alimentado por un audio difundido en cassettes,  parte de un sketch grabado en 1985, en el Teatro Fru Fru, escrito y actuado por el comediante de carpa, José Natera. El mismo narcotraficante negó haber realizado dicha propuesta, en entrevista con el periodista Jesús Lemus, publicada en su libro ‘Los Malditos: Crónica negra desde Puente Grande’.
También armó una fiesta, junto a Ernesto Fonseca Carrillo "Don Neto", al interior del Reclusorio Norte para celebrar el día de su santo. Para dicho festejo contrató a dos bandas de música sinaloense, las cuales tocaron durante 10 horas.
En la serie de televisión producida por Netflix, Narcos: México, este es interpretado por el actor Tenoch Huerta.